# Robert Scholz (Politiker)
Robert Scholz (* 6. März 1897 in Radkersburg; † nach 1938) war ein österreichischer Straßenmeister-Anwärter und Politiker.

## Leben
Robert Scholz wurde am 6. März 1897 als Sohn des Rechnungsunteroffiziers 1. Klasse Carl Scholz († 3. März 1925) und dessen Ehefrau Maria (geborene Borza) in Radkersburg geboren und am 11. März 1897 auf den Namen Robert getauft. Er war römisch-katholisch und konvertierte später zum altkatholischen Glauben.
Er besuchte die Volksschule in Spittal an der Drau und eine Klasse der Bürgerschule in Spittal bzw. Klagenfurt, dann das Realgymnasium und die höhere Staatsgewerbeschule für Maschinenbau und Elektrotechnik in Klagenfurt. Nach dem Kriegsdienst legte er 1920 die Matura ab. Von 1915 bis 1918 diente er als Soldat im Ersten Weltkrieg, danach war er Teilnehmer am Kärntner Abwehrkampf. Er wurde mit der Silbernen Tapferkeitsmedaille II. Klasse, dem bronzenen Signum Laudis mit den Schwertern und dem Kärntner Kreuz für Tapferkeit II. Klasse ausgezeichnet.
Er wurde Maschinenbauzeichner bei der Firma Pengg in Thörl bei Aflenz und dann Maschinenbaukonstrukteur. Er wechselte als Straßenbautechniker des Kärntner Landesbauamtes, ab 1933 als Straßenmeister beim Baubezirk Klagenfurt. 1934 wurde er Referent für Bergbau und Industrie der VF-Landesleitung Kärntens.
Im Ständestaat war er vom 19. November 1934 bis zum 11. März 1938 als Vertreter von Industrie und Bergbau Mitglied im Ständischen Kärntner Landtag. Im Landtag war er Mitglied des Wirtschaftsausschusses.